# Edward Furlong
Edward Furlong (Glendale (Californië), 2 augustus 1977) is een Amerikaans acteur.
Furlong had aanvankelijk geen ambitie om acteur te worden tot hij werd benaderd door Mali Finn. Die zocht naar een jonge acteur om John Connor te spelen in Terminator 2: Judgment Day (1991). Finn zag direct zijn talent en zei hem dat hij moest solliciteren voor de rol. Hij dacht dat Furlong zich wel zou kunnen redden naast Arnold Schwarzenegger en Linda Hamilton.
Hij speelde ook Jimmy Cuervo/The Crow in The Crow: Wicked Prayer. Voor deze eerste rol verdiende hij een MTV Movie Award for Best Breaktrough Role, en een Saturn Sci-Fi Award for Best Young Actor. 
Daarna speelde hij nog in de film American History X (1998), een film van Tony Kaye.
Furlong was van 19 april 2006 tot 2009 getrouwd met Rachael Bella, met wie hij een zoon heeft.
De filmcarrière van Furlong raakte in het slop wegens zijn diverse verslavingen en zijn juridische problemen. In 2009 werd de acteur gearresteerd voor de mishandeling van zijn toenmalige vrouw Rachael Kneeland. Daarop volgden diverse arrestaties wegens mishandeling en overtredingen van contactverboden.

## Trivia
- Furlong is vegetariër.
- Hij heeft modellenwerk gedaan voor Gap en Calvin Klein.
- Hij speelde in de videoclip Livin' on the edge van Aerosmith.